# Power Radio
Power Radio ist ein privater Hörfunksender, der in Teilen von Berlin und Brandenburg auf UKW und DAB+ sendet. Das Studio befindet sich in Berlin-Schöneberg. Der Sender, der sich vor allem an Hörer im Brandenburger Land richtet, steht sowohl personell in Form des Geschäftsführers Thomas Thimme als auch inhaltlich in der Nachfolge des früheren Berliner Hörfunksenders Hundert,6.

## Programm
Das Programm richtet sich vornehmlich an die Zielgruppe der 30- bis 50-Jährigen und besteht hauptsächlich aus einem breiten Musikprogramm, welches von Evergreens bis hin zu aktueller Popmusik reicht. Power Radio sendet täglich 24 Stunden. Zur vollen Stunde werden Nachrichten des Programmdienstleisters dpa audio gesendet, während wochentags halbstündlich oder auch im Programm verteilt regionale Kurzmeldungen verlesen werden. Montags bis freitags ab 15:00 Uhr und samstags ab 09:00 Uhr läuft die Sendung Wünsch Dir was, in der ausschließlich Musikwünsche der Hörer gespielt werden. Außerdem wird den ganzen Sonntag lang eine unmoderierte Musikstrecke gesendet, nur unterbrochen durch stündliche Nachrichten.

## Sendersitz
Das Sendezentrum von Power Radio befindet sich an der Potsdamer Straße in Berlin-Schöneberg. Von hier aus sendeten auch schon Radio 100, Energy Berlin, Radyo Metropol FM und Hundert,6. Vor dem Sendezentrum, fast an der Ecke Potsdamer Straße/Bülowstraße steht ein (sprechendes) Denkmal, aufgestellt auf Veranlassung des damaligen Regierenden Bürgermeisters von Berlin Klaus Wowereit, das an den Start des ersten Privatsenders in Berlin im Jahr 1987 erinnert.

## Moderatoren/Mitarbeiter
Moderatorinnen des Senders sind Katharina Krapp (Moderation von "Der Morgen" und Programmkoordinatorin), Louisa Klemke (Moderation von "Der Tag" und "Wünsch dir was") und Laila Grünthal. Ehemalige Moderatorinnen und Moderatoren waren u. a. Dominik Bassin, Hausmeister Uli, Franziska Fuchs, Gabor Steiner, Tino Gasel (DJ Tino), Janina Dietz, Dieter Endres, Steffi Seiler, Ben Brecht und Dirk Wierer.

## Frequenzen

### Analog (UKW)
| UKW-Standort         | Frequenz in MHz | Leistung in kW |
| -------------------- | --------------- | -------------- |
| Eberswalde (geplant) | 91,8            | 1,3            |
| Erkner               | 99,1            | 0,5            |
| Fürstenwalde         | 95,3            | 0,1            |
| Bad Belzig           | 95,2            | 0,4            |
| Neuruppin            | 88,3            | 0,5            |
| Perleberg (inaktiv)  | 94,4            | 1,3            |
| Schwedt/Oder         | 93,3            | 0,5            |
| Potsdam              | 102,1           | 0,63           |

### Digital (DAB+)
| DAB+-Standort                         | Mux | kByte/s | Leistung |
| ------------------------------------- | --- | ------- | -------- |
| Berlin, Fernsehturm am Alexanderplatz | 12D | 72 kbps | 10 kW    |
| Calau                                 | 12D | 72 kbps | 10 kW    |
| Frankfurt (Oder) / Booßen             | 12D | 72 kbps | 5 kW     |